# Guild Wars 2: Heart of Thorns
Guild Wars 2: Heart of Thorns è la prima espansione del MMORPG Guild Wars 2 sviluppato da ArenaNet e pubblicato da NCsoft. Fu pubblicata il 23 ottobre 2015, ma resa disponibile per il preordine già dal 16 giugno dello stesso anno.

## Modalità di gioco
Con Heart of Thorns viene introdotta la classe del Revenant, una classe che indossa armatura pesante e che basa le sue abilità sul potere delle leggende passate di Guild Wars. Inoltre ogni classe ha la possibilità di scegliere una specializzazione elite che le permette di utilizzare armi fino ad allora non utilizzabili da cui provengono le conseguenti nuove abilità, queste sono sbloccabili solo una volta raggiunto il massimo livello (80).
Con questa espansione vengono aggiunte anche le "Guild halls" che permetteranno alle gilde di acquisire un territorio nella giungla da costruire e così permettere ai giocatori della gilda di riunirsi in privato in una grande zona istanziata destinata al solo utilizzo dei gildani.
Vengono aggiunte quattro nuove mappe nella giungla di Maguuma (Heart of Maguuma) con Heart of Thorns: Verdant Brink, Auric Basin, Tangled Depths e Dragon's Stand; queste sono sviluppate su quattro livelli altimetrici e includono nuove razze che le abitano tra cui gli Exalted, gli Itzel, i Nuhoch, i Saurians e i Chak.
Per quanto riguarda il PvP viene aggiunta una nuova modalità di gioco: Stronghold, con la nuova mappa Battle of Champion's Dusk e una nuova zona per il WvWvW chiamata Desert Borderlands.
Degno di nota è inoltre il sistema delle Mastery che dà la possibilità ai giocatori di apprendere abilità (come ad esempio quella di planare nella giungla oppure quella di utilizzare funghi nella foresta per acquisire vari buff) guadagnando esperienza come per salire di livello. Esse sono suddivise in due categorie a seconda della zona in cui il personaggio si trova: Central Tyria e Heart of Maguuma che insieme costituiscono il livello di Mastery del giocatore.
Oltre ai cambiamenti minori ricordiamo infine l'aggiunta di nuovi raid (dungeon a 10 giocatori) e dei Fractals of the Mist: 45 nuovi dungeon sviluppati su più livelli di difficoltà che si potranno raggiungere attraverso un portale a Lion's Arch.

## Critica
Metacritic assegnò a Heart of Thorns un punteggio di 81%, mentre PC Gamer diede 85% aggiungendo "Un'ottima espansione, e un segno promettente del futuro a venire. A parte alcuni errori, Heart of Thorns è un'aggiunta intelligente ad uno dei migliori MMO in circolazione".